# Pycnomerus langelandioides
Pycnomerus langelandioides es una especie de coleóptero de la familia Zopheridae.

## Distribución geográfica
Habita en Kenia.